# 내면도서관
내면도서관은 강원특별자치도 홍천군 내면에 있는 공립 도서관이다.

## 연혁
- 2022년 10월 5일 개관.